# Guillaume Morel
Pour les articles homonymes, voir Morel.
Guillaume Morel, né en 1505 au Teilleul et mort le 19 février 1564 à Paris, est un imprimeur et érudit français.

## Biographie
Issu d'une famille pauvre, Guillaume Morel étudie pourtant, excellant dans les langues anciennes.
Installé à Paris, il donne des leçons de grec à quelques jeunes gens, puis travaille comme correcteur d'épreuves dans l'imprimerie de Jean Loys, dit Tilletan. En 1544, son commentaire du traité de Cicéron, De finibus, dédié à Jean Spifame, chancelier de l'Université de Paris et futur évêque de Nevers, reçoit un bon accueil du public.
Puis, en 1548, il publie avec Jacques Bogard, une édition annotée par lui des Institutions oratoires de Quintilien. L'année suivante, il intègre la corporation des imprimeurs de Paris et s'établit à son compte, près du collège de Reims, éditant des ouvrages grecs.
Associé à partir de 1552 à Adrien Turnèbe, imprimeur du Roi pour la langue grecque, il lui succède en 1555, demeurant seul détenteur des matrices royales malgré la réception de ce titre par Michel de Vascosan et Robert II Estienne.
Sa réalisation la plus importante est Thesaurus vocum omnium latinarum, qui comprend de nombreuses citations d'auteurs grecs, provenant de manuscrits de la bibliothèque de Paris jusqu'ici non publiés.
Malgré ses qualités et sa reconnaissance publique, il meurt fortement endetté. Sa femme lui succède à la fonction de libraire et d'imprimeur royal et épouse Jean Bien-Né. Le mari de sa fille Jeanne, Estienne Prevosteau, hérite plus tard de l'atelier de Morel et est nommé également imprimeur du roi pour le grec.
Un frère de Guillaume Morel, qui dissimula, quant à lui, prudemment son penchant pour la Réforme, Jean Morel, accusé d'hérésie, meurt en prison en 1559 vers l'âge de 20 ans et son corps fut déterré pour être brûlé le 27 février 1559. 